# 十一屋 (名古屋市)
十一屋（じゅういちや）は、愛知県名古屋市港区の地名。現行行政地名は十一屋町と十一屋一丁目から十一屋三丁目。住居表示未実施地域。

## 地理
十一屋は名古屋市港区中央部に位置する。東は遠若町・大手町、西は宝神、南は一州町・稲永一丁目、北は善進本町に接する。十一屋町は、耕地整理や土地区画整理事業による町名整理により、善進町の西側の地域と名古屋市道金城埠頭線の敷地にわずか残るのみである。

## 歴史

### 町名の由来
当地が呉服商十一屋の主人小出庄兵衛の所有地であったことに由来する。

### 沿革
- 1937年（昭和12年）11月1日 - 港区熱田前新田の一部により、同区十一屋町として成立[1]。
- 1952年（昭和27年）1月1日 - 十一屋町の一部が善進町に編入される[1]。
- 1968年（昭和43年）3月26日 - 寛政町・十一屋町の各一部により十一屋一丁目および十一屋二丁目が、十一屋町・善進町の各一部により十一屋三丁目がそれぞれ成立する[1]。また、善南町・善進本町に十一屋町の一部が編入される[1]。
- 1980年（昭和55年）3月2日 - 宝神一丁目に十一屋町および十一屋三丁目の各一部が編入される。
- 1981年（昭和56年）6月21日 - 十一屋町の一部が宝神一丁目・宝神二丁目・宝神三丁目に編入される[10]。
- 1985年（昭和60年）6月16日 - 十一屋町の一部が神宮寺一丁目に編入される[10]。
- 1987年（昭和62年）11月22日 - 十一屋町および十一屋三丁目の各一部が稲永一丁目に、十一屋町の一部が稲永五丁目にそれぞれ編入される[1]。

## 世帯数と人口
2019年（平成31年）3月1日現在の世帯数と人口は以下の通りである。
| 町丁・丁目   | 世帯数    | 人口    |
| ------------ | --------- | ------- |
| 十一屋       | 18世帯    | 57人    |
| 十一屋一丁目 | 181世帯   | 269人   |
| 十一屋二丁目 | 873世帯   | 1,760人 |
| 十一屋三丁目 | 348世帯   | 766人   |
| 計           | 1,420世帯 | 2,852人 |

## 学区
市立小・中学校に通う場合、学校等は以下の通りとなる。また、公立高等学校に通う場合の学区は以下の通りとなる。
| 町丁・丁目   | 番・番地等 | 小学校                 | 中学校               | 高等学校 |
| ------------ | ---------- | ---------------------- | -------------------- | -------- |
| 十一屋       | 全域       | 名古屋市立神宮寺小学校 | 名古屋市立宝神中学校 | 尾張学区 |
| 十一屋一丁目 | 全域       | 名古屋市立港西小学校   | 名古屋市立宝神中学校 | 尾張学区 |
| 十一屋二丁目 | 全域       | 名古屋市立港西小学校   | 名古屋市立宝神中学校 | 尾張学区 |
| 十一屋三丁目 | 全域       | 名古屋市立港西小学校   | 名古屋市立宝神中学校 | 尾張学区 |

## 交通
- 名古屋市道中郷十一屋線[8]

## 施設
- 十一屋川緑地[8]
- 名古屋市立港西小学校[8]
- 十一屋第2公園[8]
- NTT稲永電話局[8]
- 盲導犬総合訓練センター[8]
- 稲荷社[8]
- 安井眼科医院[8]
- 小田歯科医院[8]

## その他

### 日本郵便
- 集配担当する郵便局は以下の通りである[13]。

| 町丁     | 郵便番号 | 郵便局         |
| -------- | -------- | -------------- |
| 十一屋町 | 455-0835 | 名古屋港郵便局 |
| 十一屋   | 455-0831 | 名古屋港郵便局 |